# Сан-Хуан, Россана
Россана Сан-Хуан (исп. Rossana San Juan; род. (30 августа (или 24 ноября) 1969, Акапонета, Наярит, Мексика) — мексиканская актриса, певица и фотомодель.

## Биография
Родилась 30 августа (по некоторым другим данным 24 ноября) 1969 года в Акапонете. В мексиканском кинемтаографе дебютировала в 1988 году, и с тех пор снялась в 39 работах в кино и телесериалах. В 2010 году номинирована и тут же победила в премии Microfono de Oro в номинации актриса — художественное совершенство. Также известна как фотомодель.

## Фильмография

### Избранные телесериалы
- 1985-2007 — «Женщина, случаи из реальной жизни»
- 1992 — «Мария Мерседес» — Сафиро.
- 2000-01 — «Обними меня крепче» — Ракела Кампусано.
- 2006 — «Скрытая правда, или Наш секрет» — Йоланда Рей (в молодости).
- 2007-08 — «К чёрту красавчиков» — Роксана.
- 2010 — «Я твоя хозяйка» — Крисанта Камарго.
- 2011-н. в. — «Как говорится» — Аурелия.
- 2012 — «Девушка из поместья Ураган» — Валерия Феррейра.
- 2014 — «Сеньора Асеро» — Мариана Уэрдо.